# إنريكي مارتين
إنريكي مارتين (بالإسبانية: Quique Martín)‏ هو لاعب كرة قدم إسباني في مركز الوسط، ولد في 29 ديسمبر 1972 في أفيليس في إسبانيا. شارك مع منتخب إسبانيا تحت 18 سنة لكرة القدم. أما مع النوادي، فقد لعب مع إسبانيول ونادي برشلونة ب ونادي برشلونة ونادي سالامانكا ونادي فياريال ونادي مريدا.

## وصلات خارجية
- إنريكي مارتين على موقع قاعدة بيانات كرة القدم.إي يو (الإنجليزية)
- إنريكي مارتين على موقع Soccerway.com (الإنجليزية)
- إنريكي مارتين على موقع عالم كرة القدم.نت (الإنجليزية)